# Приміське (заказник)
Приміське́ — гідрологічний заказник місцевого значення в Україні. Розташований у межах Прилуцького району Чернігівської області, при північній частині міста Прилуки. 
Площа 197 га. Статус присвоєно згідно з рішенням Чернігівського облвиконкому від 27.12.1984 року № 454; рішення від 28.08.1989 року № 164. Перебуває у віданні ДП «Прилуцьке лісове господарство» (Ладанське лісництво, кв. 96-100). 
Статус присвоєно для збереження кількох ділянок правобережної заплави річки Удай. Переважають заболочені луки, на підвищених ділянках зростають осика, вільха.